# Amt Enge
Das Amt Enge war ein Amt im Kreis Südtondern in Schleswig-Holstein. Es bestand aus den zehn nachfolgend genannten Gemeinden:
1. Enge
2. Engerheide
3. Holzacker
4. Knorburg
5. Sande
6. Schardebüll
7. Soholm
8. Stedesand
9. Störtewerkerkoog
10. Wester-Schnatebüll

## Geschichte
1889 wurde im Kreis Tondern der Amtsbezirk Enge aus den zehn oben genannten Gemeinden gebildet. 1948 wurde der Amtsbezirk aufgelöst und die Gemeinden bildeten fortan das Amt Enge.
1966 wurde das Amt Enge aufgelöst. Die Gemeinden Stedesand, Störtewerkerkoog und Wester-Schnatebüll kamen zum Amt Lindholm. Die anderen sieben Gemeinden bildeten mit sechzehn weiteren Gemeinden aus den Ämtern Klixbüll, Leck und Medelby das Amt Süderkarrharde, das sich 1967 in Amt Karrharde umbenannte.
1974 fusionierten die Gemeinden Enge, Engerheide, Knorburg, Sande, Schardebüll und Soholm zur Gemeinde Enge-Sande. Im selben Jahr wurden Holzacker nach Stadum eingemeindet und Störtewerkerkoog sowie Wester-Schnatebüll nach Stedesand.